# Wieck (Greifswald)

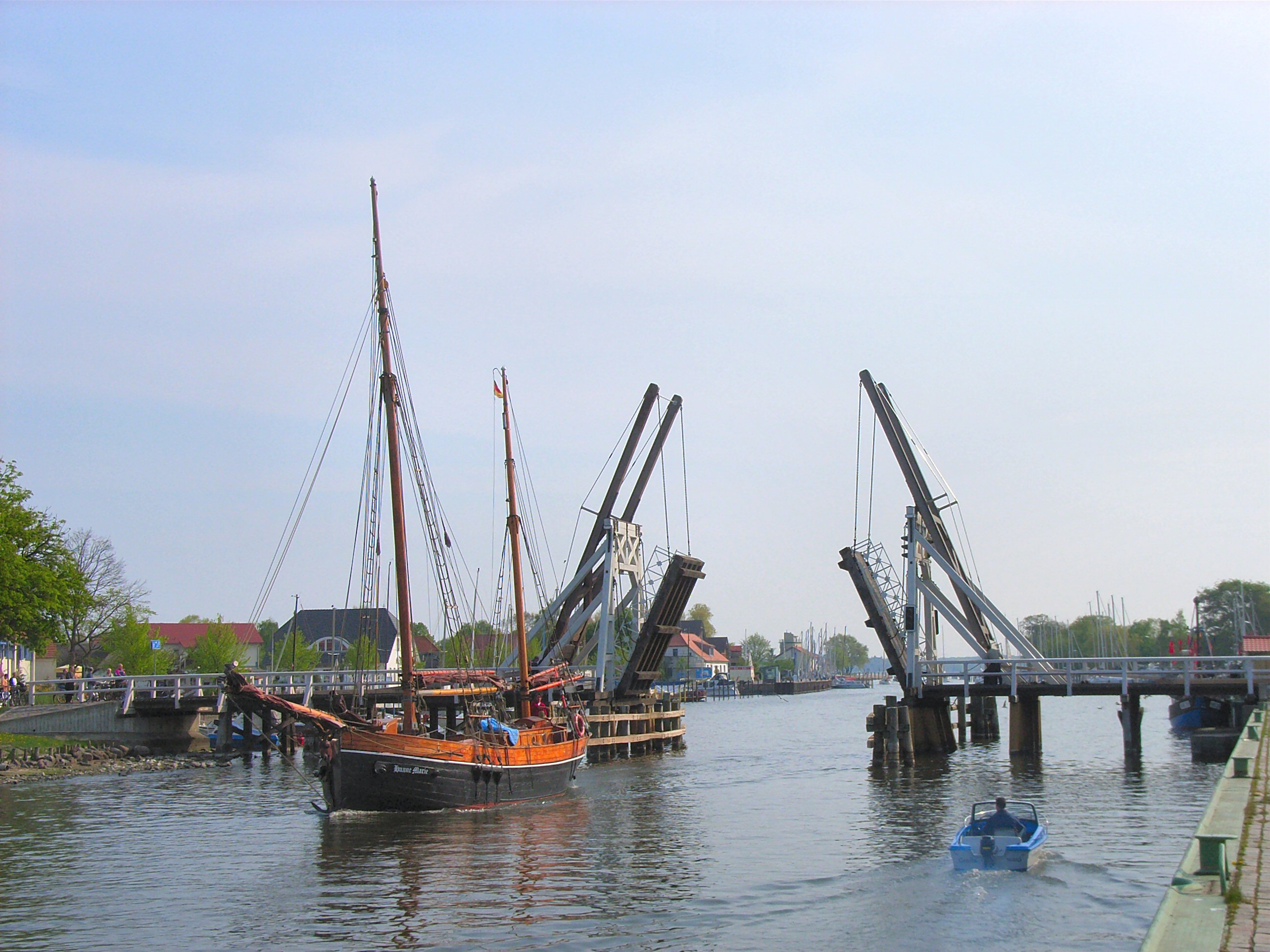
Träklaffbron i byn Wieck

Wieck var tidigare en självständig by utanför Greifswald i nordtyska Mecklenburg-Vorpommern och är numera en ortsdel av staden.
Det gamla fiskeläget ligger vid mynningen av ån Ryck i Dänische Wiek, som är en vik i den grunda bukten Greifswalder Bodden. Ett kännetecken för den över 800 år gamla byn är den manuellt manövrerade klaffbron. Särskilt på sommaren är Wieck ett omtyckt rekreationsområde för Greifswaldborna, med en badstrand samt flera kaféer, restauranger och hotell.